# Gojira VS Space Gojira
Gojira VS Space Gojira (ゴジラVSスペースゴジラ?, Gojira tai Supēsu Gojira, lett. "Godzilla vs. Space Godzilla") è un film del 1994 diretto da Kensho Yamashita.
Nel ventunesimo sequel della saga di Godzilla, riappaiono M.O.G.U.E.R.A. e la falena gigante Mothra, quest'ultima per un breve excursus.
Miki Saegusa, co-protagonista delle pellicole precedenti sin da Godzilla contro Biollante, diventa ora la protagonista del film.
Il film è stato distribuito in America nel 1999 con il titolo Godzilla vs. SpaceGodzilla, mentre in Italia è ancora inedito.

## Trama
1995: Appare un grande meteorite cristallino nello spazio che viaggia a gran velocità verso la Terra. Nel frattempo, a Tokyo viene testata la nuova super-arma dell'UNGCC: M.O.G.U.E.R.A. (Mobile Operation Godzilla Universal Expert Robot Areotype), un androide costruito con i resti di Super Mechagodzilla.
La dottoressa Chinatsu Gondo si reca quindi allo Psionic Center, diretto ora dalla ventiduenne Miki Saegusa, per proporre alla sensitiva un piano per impedire a Godzilla di attaccare il Giappone: il controllo mentale esercitato dalla stessa Miki tramite un amplificatore di onde cerebrali. La sensitiva percepisce un segnale mentale proveniente dallo spazio: è Mothra, che tenta di intercettare il meteorite.
Due uomini della G-Force, Koji Shinjo e Kiyo Sato, si recano a Birth Island per supportare Yuki Segawa. Mentre cercano di orientarsi, assistono alla comparsa di strani cristalli su una piana. In quel momento, nello spazio, una stazione spaziale viene distrutta: il video che documenta l'evento mostra dei grandi cristalli che perforano le pareti della stazione. Miki viene avvertita dalle due Cosmos che un mostro spaziale sta per arrivare sulla Terra. Il governo giapponese rivela la presenza dell'intruso e, contemporaneamente, i cristalli dell'isola cominciano a muoversi. Le Nazioni Unite decidono quindi di utilizzare M.O.G.U.E.R.A. per eliminare il nemico.
Le Nazioni Unite decidono quindi di utilizzare M.O.G.U.E.R.A. per eliminare il nemico. Miki, Chinatsu e il professor Aso si recano a Birth Island per eseguire il "Progetto T" (T sta per Telepatia). Qui incontrano Koji, Kiyo e Yuki, che hanno intenzioni opposte: vogliono abbattere Godzilla con un anticoagulante. Kiyo riesce però a lanciare il trasmettitore di onde cerebrali sul collo di Godzilla, e il primo passo dell'esperimento ha successo.Nel frattempo, M.O.G.U.E.R.A. viene lanciato nello spazio e si scontra con l'avversario nella cintura di asteroidi. Il mostro, incastonato in una gigantesca massa di cristallo, è molto simile a Godzilla. Il robot non riesce a sconfiggerlo e deve battere in ritirata.
Miki, Chinatsu e il professor Aso si recano a Birth Island per eseguire il "Progetto T" (T sta per Telepatia). Qui incontrano Koji, Kiyo e Yuki, che hanno intenzioni opposte: vogliono abbattere Godzilla utilizzando un anticoagulante. Kiyo riesce però a lanciare il trasmettitore di onde cerebrali sul collo di Godzilla, e il primo passo dell'esperimento ha successo.
Intanto, M.O.G.U.E.R.A. viene lanciato nello spazio e si scontra con l'avversario nella cintura di asteroidi. Il mostro, incastonato in una gigantesca massa di cristallo, è molto simile a Godzilla. Il robot non riesce a sconfiggerlo e deve battere in ritirata.
Sull'isola, la situazione peggiora: a causa di un malfunzionamento dell'amplificatore, Miki perde coscienza e Yuki decide di eliminare Godzilla. Prima che chiunque possa fare qualcosa, il mostro, ora ribattezzato SpaceGodzilla, atterra sull'isola ed attacca Little Godzilla, imprigionandolo in una gabbia di cristallo. Godzilla tenta di liberare il figlio, ma prima deve affrontare la sua controparte, che fugge in volo.
Chinatsu, tornata in Giappone, avanza la teoria secondo cui SpaceGodzilla abbia avuto origine da una cellula di Godzilla portata nello spazio da Biollante o da Mothra. Questa, inghiottita da un buco nero ed espulsa dall'altra parte della galassia, si sarebbe fusa con un cristallo e sarebbe germogliata, generando il mostro. Yuki intanto accetta di pilotare M.O.G.U.E.R.A. contro Godzilla. Durante la notte, degli uomini della Yakuza rapiscono Miki.
Intanto Koji e Kiyo decidono di tornare in Giappone. Durante il viaggio in elicottero, Chinatsu confessa il proprio odio verso Godzilla. Il sentimento è generato dall'uccisione del fratello ad opera del mostro, nel 1989 (il colonnello Gondo, presente nella pellicola Godzilla contro Biollante).
Koji, Kiyo e Yuki giungono finalmente nel luogo dove viene tenuta prigioniera Miki e scoprono che il mandante di tutto è il professor Aso, deciso a conquistare il mondo con l'aiuto di Godzilla, di Miki stessa e dell'amplificatore. Intanto SpaceGodzilla attacca Fukuoka, ed i tre eroi iniziano uno scontro a fuoco con i nemici. Miki riesce a liberarsi grazie alla telecinesi e scappa con i compagni.
Il professor Aso viene ucciso da SpaceGodzilla, e a Koji, Kiyo e Yuki viene ordinato di pilotare M.O.G.U.E.R.A. per distruggere il mostro, che sta creando cristalli in tutta la città. M.O.G.U.E.R.A. attacca quindi SpaceGodzilla, ma questo non sembra essere disturbato e riesce a danneggiare il robot. Ad attaccare è adesso Godzilla, anche lui respinto.
I tre piloti capiscono finalmente che l'astro-mostro assorbe energia dalla torre di Fukuoka e usano quindi M.O.G.U.E.R.A. per aiutare Godzilla nello scontro. Prima di essere sconfitto, il robot riesce a distruggere i due cristalli principali sul dorso del mostro, indebolendolo.
I tre cercano di abbandonare il robot, ma Yuki rimane intrappolato, aggrappato a una struttura di metallo. Koji pensa di sparargli a un piede per farlo cadere giù, ma Miki, con i suoi poteri mentali, convince Shinjo a non fare del male all'amico: con la telecinesi fa dolcemente scendere a terra Yuki. Quindi Godzilla distrugge il nemico col suo raggio spirale; Koji riesce a recuperare Yuki dalle macerie di M.O.G.U.E.R.A., rimasto distrutto nello scontro.

## Produzione
Sebbene il regista Kensho Yamashita e lo sceneggiatore Hiroshi Kashiwabara avessero maturato una certa esperienza nella produzione di film "teen idol", non furono da meno nel genere kaijū, avendo entrambi ricoperto ruoli minori nella produzione di Distruggete Kong! La Terra è in pericolo!.
I due decisero di girare un film meno serio rispetto ai suoi predecessori. Si concentrarono sui personaggi umani, in particolare su Miki Saegusa, interpretata da Megumi Odaka nei film precedenti. Il loro desiderio di realizzare un film relativamente allegro fu tale da portare alla cancellazione di una scena in cui Godzilla tentava disperatamente di liberare il proprio figlio dalla prigione cristallina di SpaceGodzilla, una scelta disapprovata dallo stesso Kenpachiro Satsuma, interprete di Godzilla.
L'idea di un Godzilla spaziale ebbe origine nel 1978: fu disegnato in omaggio al suo apparente progenitore Biollante, con un ruggito sibilante evocativo di quest'ultimo e zanne sporgenti. L'artista Shinji Nishikawa inizialmente visualizzava SpaceGodzilla come una creatura simile a un drago, con enormi pinne dorsali simili ad ali. Il disegno approvato deriva dalla forma finale di Godzilla nel videogioco Super Godzilla, anch'esso disegnato da Nishikawa.
Il direttore degli effetti speciali Koichi Kawakita ridisegnò il figlio di Godzilla con tratti da caricatura, poiché detestava la versione, molto simile a un dinosauro, del film precedente. Intendeva inoltre utilizzare il personaggio per una serie di cortometraggi per bambini intitolati "Le avventure sotterranee di Little Godzilla".
Il costume di M.O.G.U.E.R.A., costituito da tre pezzi indossati separatamente, fu indossato da Wataru Fukuda, che aveva assunto il ruolo di Mechagodzilla nel film precedente. Il nuovo costume di Godzilla utilizzato per la maggior parte del film combinò i tratti di quelli usati in Godzilla contro Biollante/Godzilla contro King Ghidorah e Gojira VS Mekagojira, presentando una robusta corporatura a pera, spalle larghe e un collo molto meno segmentato. Gli occhi furono ingranditi, resi bianchi e più prominenti, conferendo così al personaggio un aspetto meno minaccioso.
Tra le innovazioni tecniche del costume, ricordiamo una testa in grado di ruotare intorno al corpo e l'incorporazione di un tubo d'aria per la ventilazione interna. Il costume utilizzato in Gojira VS Mekagojira verrà adoperato sia per le scene nelle quali vede Godzilla emergere o entrare in mare, che nella scena in cui SpaceGodzilla lancia il mostro telecineticamente. Il compositore Akira Ifukube rifiutò di collaborare al film, poiché includeva musica rap.